# Turmont (stacja kolejowa)
Turmont (lit. Turmantas, Turmanto geležinkelio stotis, ros. Турмантас) – graniczna stacja kolejowa w miejscowości Turmont, w rejonie jezioroskim, na Litwie. Leży na linii dawnej Kolei Warszawsko-Petersburskiej.
Stacja powstała w XIX w. pomiędzy stacjami Dukszty a Kałkuny, w przybliżeniu w połowie drogi pomiędzy Warszawą a Petersburgiem. W czasach carskich nosiła nazwy Nowoaleksandrowsk (od miasta powiatowego), a następnie Turmont. W dwudziestoleciu międzywojennym leżała w Polsce. Była wówczas stacją graniczną na granicy z Łotwą. Stacją graniczną po stronie łotewskiej były Zemgale. Było to jedyne polsko-łotewskie kolejowe przejście graniczne. Przekraczały tu granicę pociągi z Warszawy przez Wilno do Rygi i Tallinna.
Po II wojnie światowej stacja straciła nadgraniczny charakter. Ponownie została stacją graniczną na granicy z Łotwą, tym razem litewską, po upadku Związku Sowieckiego.